# Amphiglossus elongatus
Amphiglossus elongatus är en ödleart som beskrevs av  Angel 1933. Amphiglossus elongatus ingår i släktet Amphiglossus och familjen skinkar. IUCN kategoriserar arten globalt som otillräckligt studerad. Inga underarter finns listade i Catalogue of Life.

## Bildgalleri

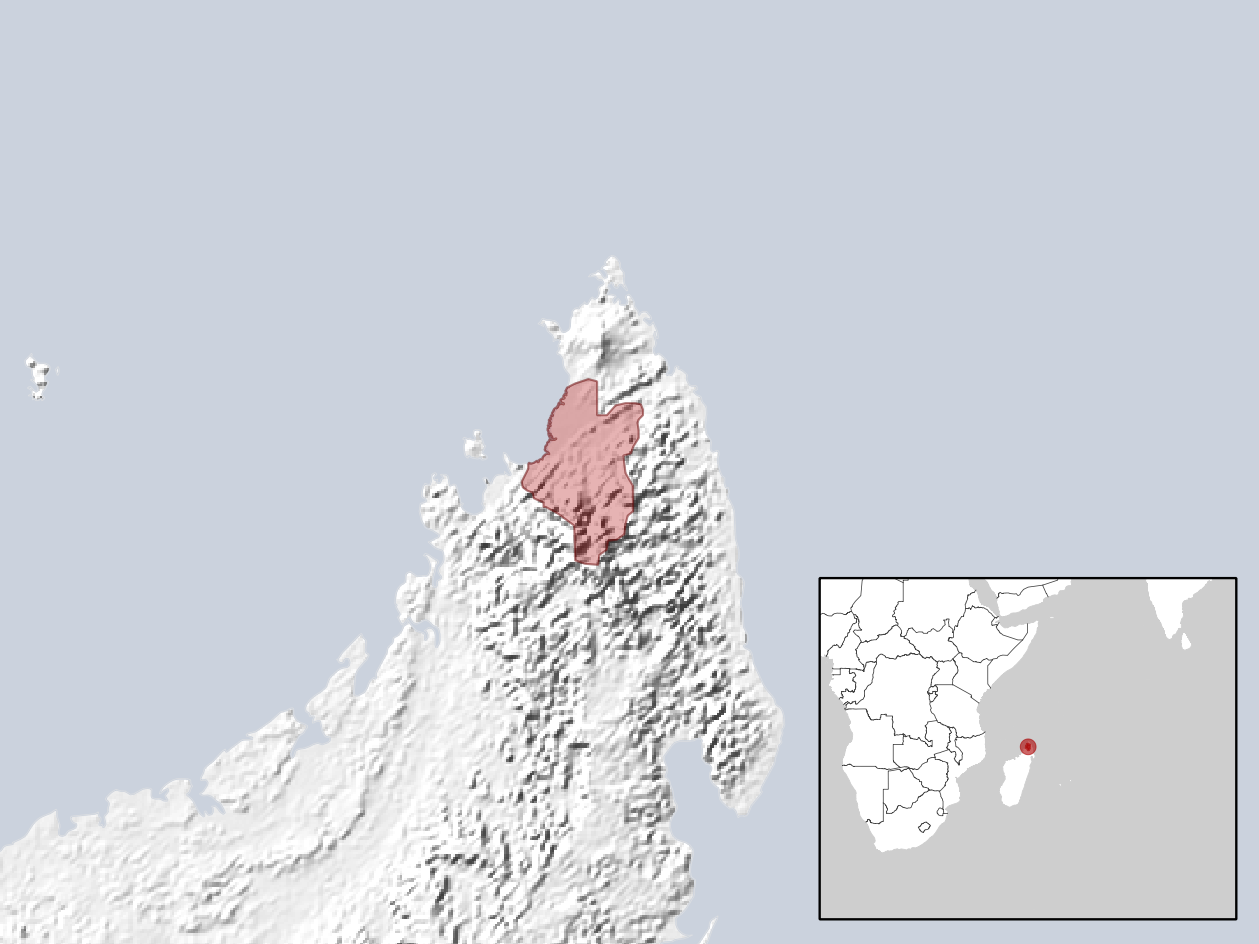